# Germanton

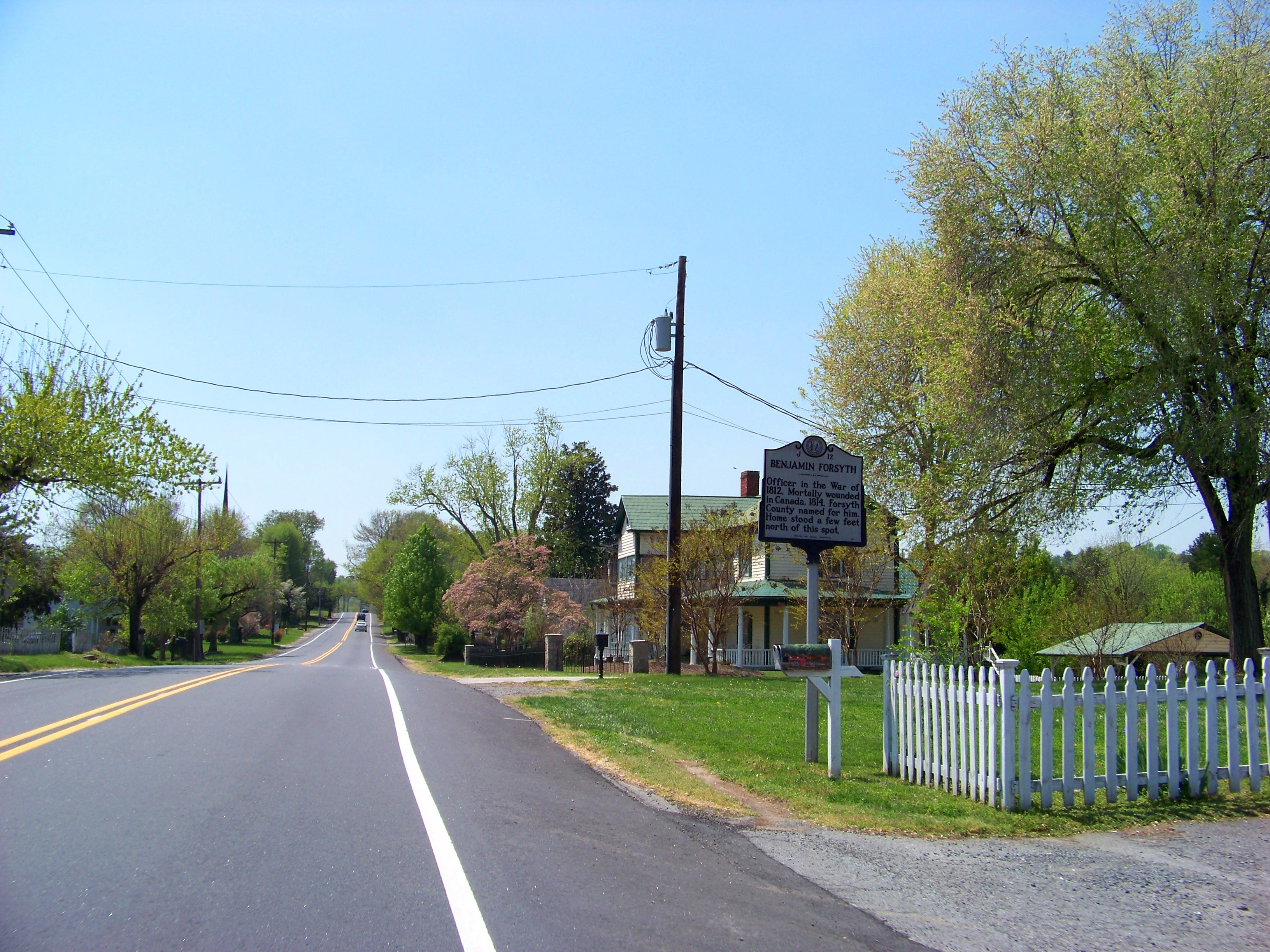

Germanton est une census-designated place américaine située dans les comtés de Forsyth et Stokes dans l'État de Caroline du Nord. En 2010, sa population était de 827 habitants.

## Démographie
| 2000 | 2010 | - | - | - | - |
| ---- | ---- | - | - | - | - |
| 852  | 827  | - | - | - | - |

## Source de la traduction
- (en) Cet article est partiellement ou en totalité issu de l’article de Wikipédia en anglais intitulé « Germanton, North Carolina » (voir la liste des auteurs).